# 圆周理论物理研究所
圆周理论物理研究所（英語：Perimeter Institute for Theoretical Physics）或音译为普里美特理论物理研究所，是加拿大安大略省滑铁卢市的一所独立研究机构，致力于理论物理学的基本议题。普里美特研究所由邁克·拉扎里迪斯成立于1999年。
除了科研活动外，普里美特研究所还通过其备受赞誉的延伸规划来分享科学、基础研究的重要性和理论物理学的力量给大众。这部分是通过圆周理论物理研究所的教育外展团队完成的。